# Ivar Hessland
Ivar Rudolf Hessland, född 4 april 1914 i Grebbestad, död 4 maj 2006, var en svensk geolog och paleontolog.
Hessland avlade filosofisk ämbetsexamen 1939, filosofie licentiatexamen 1941, disputerade för filosofie doktorsgraden vid Uppsala universitet 1943 på avhandlingen Marine Schalenablagerungen Nord-Bohusläns och blev docent där samma år. Han var gästprofessor vid Louisiana State University i Baton Rouge 1952  och professor i allmän och historisk geologi vid Stockholms högskola/universitet 1953-80. Han är främst känd för sina studier av sedimentära bergarter från ordovicium i Dalarna och på Öland. Han invaldes som ledamot av Vetenskapsakademien 1967 och av Fysiografiska Sällskapet 1970. Han uppmuntrade självständighet bland sina studenter, av vilka många fortsatte att uppnå stor egen prominans inom geologisk forskning. Bland hans studenter märks Jan Backman, William Berggren, Bilal Haq, Frank Manheim, Nils-Axel Mörner, Kei Mori och Philip Sandberg.

## Utmärkelser
- Kommendör av Nordstjärneorden, 5 juni 1971.[1]

## Övriga skrifter
- On the Garfowl, Alca impennis L. and the Sternum of Birds (tillsammans med Carl Wiman, 1942)
- Investigations of the Lower Ordovician of the Siljan District, Sweden (I-V, 1949)
- Sedimentologi (i "Svensk naturvetenskap" 1959)
- Report of the Twenty-First Session, Norden: Denmark, Finland, Iceland, Norway, Sweden 1960. P. 6, Pre-Quaternary Micropaleontology: Proceedings of Section 6  (red., tillsammans med Gunnar Erdtman)
- Geologiska förutsättningar för offshoreutvinning av olja och gas (SSF-rapport, 1976)
- Naturtillgångarna i Arktis: metallförande mineral och kol (SSF-rapport, 1977)
- Alunskiffer: underlagsmaterial, geologi (utredning från Statens Industriverk, tillsammans med Gösta Armands, 1978)